# Improwizacja kontaktowa

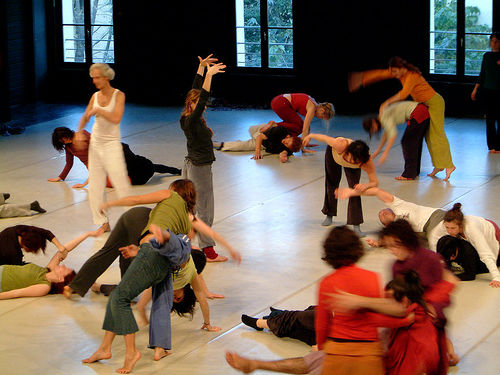
« Jam » w Kontakt-Improwizacji

Improwizacja kontaktowa (Contact improvisation CI) to technika tańca, w której konktakt fizyczny jest punktem startowym poszukiwań poprzez improwizację ruchową. Jest to więc forma improwizacji tanecznej i jedna z najbardziej znanych oraz najbardziej charakterystycznych form tańca postmodernistycznego (postmodern dance).

## Historia
Pierwszym przedstawieniem uznawanym za wykorzystujące improwizację kontaktową jest Magnesium Steve Paxtona (1972), które było wykonane przez Paxtona i studentów w Oberlin College w Warner Main w Warner Center. Pięć miesięcy po Magnesium Paxton poprowadził pierwszą serię swoich performance z użyciem techniki improwizacji kontaktowej w John Weber Art Gallery w Nowym Jorku w których tancerze wykonywali improwizację kontaktową w formie maratonu.

## Praktyka i teoria
Techniki improwizacji kontaktowej mogą składać się elementów związanych z przeniesieniem wagi ciała, dzieleniem wagi, przeciwwagę, przetaczanie, opadanie, podtrzymywanie i podnoszenie. Używający improwizacji kontaktowej mogą także korzystać z technik stosowanych w:
- 5Rhythms
- technice Alexandra
- akrobatyce
- Acroyoga
- adagiu
- Body-Mind Centering
- kognitywistyce
- Emergencja
- metodzie Feldenkraisa
- Eutony
- gimnastyce
- ideokinezie
- Kinetic Awareness
- Laban Movement Analysis
- sztukach walki, w szczególności aikido, taijiquan i capoeirze
- zasadach dynamiki Newtona
- parkourze
- Skinner Releasing Technique
- Tango
- jodze

Z powodu improwizowanej natury improwizacji kontaktowej oraz w zależności od używanej struktury choreograficznej przestawienie CI może zawierać bardzo niewiele fizycznego kontaktu.
Gdy używana jest jako technika choreograficzna, sekwencje ruchów, które powstały w wyniku jamu mogą być zaadaptowane i stanowić część stałej choreografii.